# جاك ستيوارت (ممثل)
جاك ستيوارت (بالإنجليزية: Jack Stewart)‏ هو ممثل بريطاني (وحمل سابقاً جنسية المملكة المتحدة لبريطانيا العظمى وأيرلندا)، ولد في 1913 في المملكة المتحدة، وتوفي في 1966.

## وصلات خارجية
- جاك ستيوارت على موقع IMDb (الإنجليزية)
- جاك ستيوارت على موقع قاعدة بيانات الفيلم (الإنجليزية)